# Trigonidium alternatum
Trigonidium alternatum is een rechtvleugelig insect uit de familie krekels (Gryllidae). De wetenschappelijke naam van deze soort is voor het eerst geldig gepubliceerd in 1899 door Perkins.